# Camp Alert (Californie)
Le camp sur le Pawnee Fork, renommé plus tard camp Alert, est fondé par l'U.S. Army pour protéger une station de courrier construite sur un site appelé Pawnee Fork. Cette station, sur la piste de Santa Fe est menacée par les amérindiens Kiowas et Comanches qui veulent que le site reste vacant. La première compagnie de la cavalerie arrive le 1er septembre 1859.
Le 4 octobre, le capitaine George H. Steuart arrive avec soixante-quinze cavaliers, vraisemblablement s'ajoutant à la force d'origine. À ce moment, le camp reçoit son premier nom, le camp sur le Pawnee Fork. L'armée trouve le site du camp très adapté à ses besoins de protection d'escorte, puisqu'il est situé sur une portion isolée de la piste de Santa Fe. Steuart doit protéger la station de courrier, escorter les trains de courriers le long d'une portion de 140 milles (225 km) de le piste de Santa Fe et le lieutenant David Bell voit ses troupes réduites à trente hommes,.
Comme Bell a peu de chevaux, sa force ne peut pas escorter toutes les diligences de courriers. Les hommes passent beaucoup de temps à être en alerte contre les indiens hostiles, et en raison de cela, le nom du poste est changé en camp Alert le 1er février 1860. Le 4 mai, le capitaine Henry Wessls, le nouveau commandant du poste, arrive avec plus de troupes, augmentant la garnison jusqu'à 160 hommes. Wessels recherche un meilleur site pour le poste et le déplace à 3 milles (5 km) en amont, vers l'ouest. Le 29 mai, le poste est renommé fort Larned. L'ancien site du camp Alert ne sera plus jamais utilisé,,.